# Georges Petre

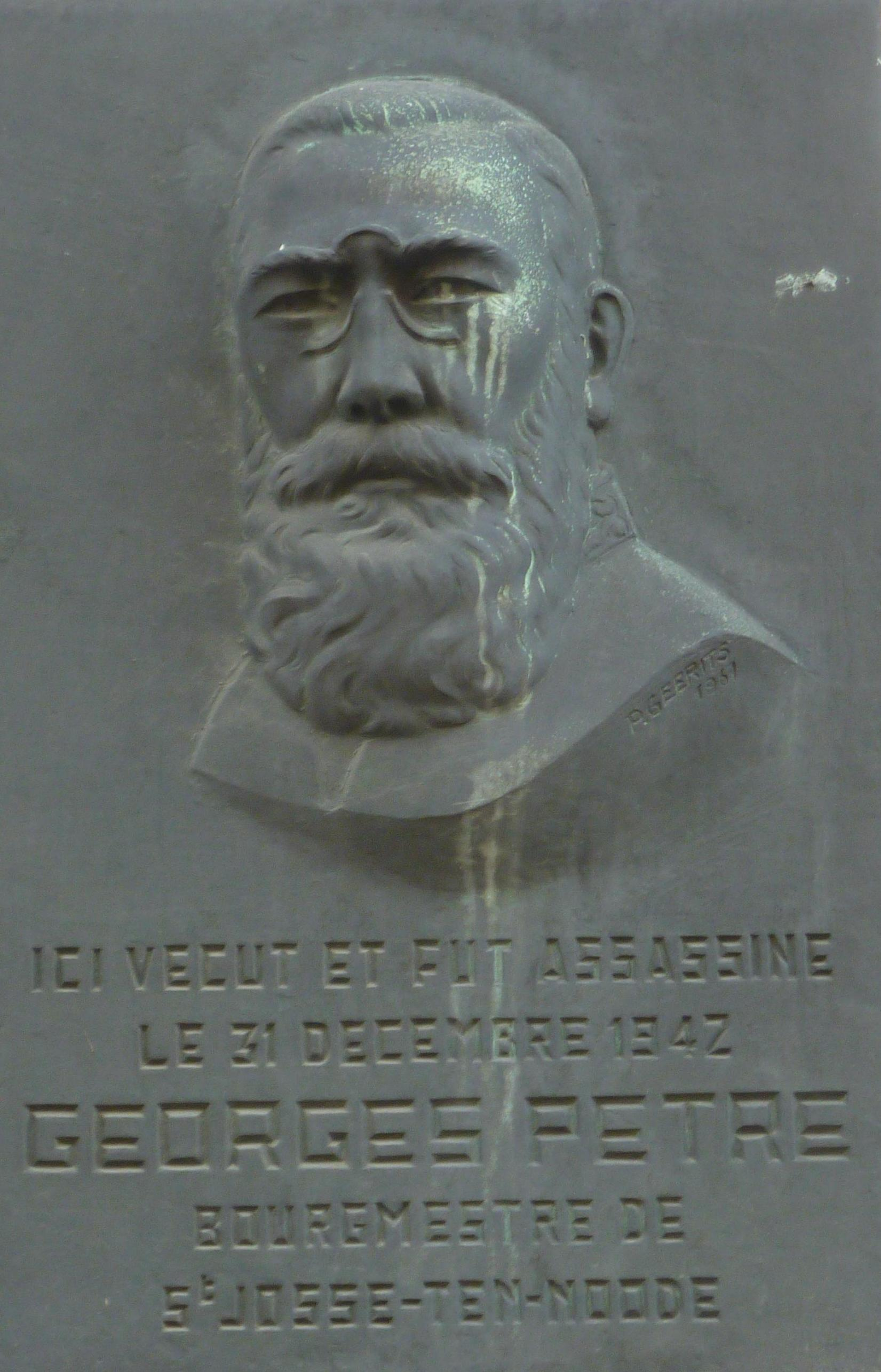
Herdenkingsplaat aan de voormalige woning van Georges Pètre (Verbiststraat 52)

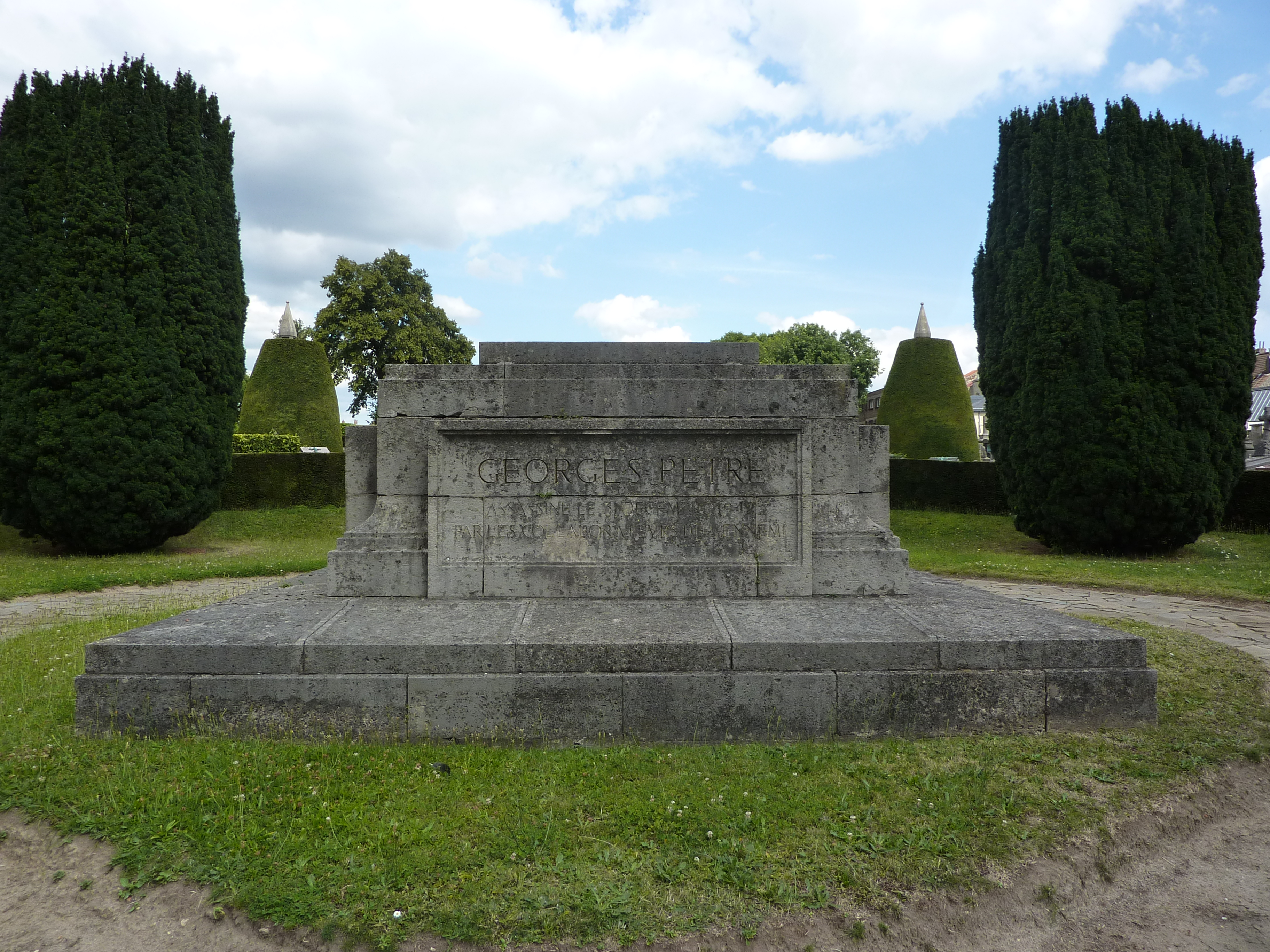
Grafmonument

Georges Augustin François Petre (Sint-Joost-ten-Node, 29 mei 1874 – aldaar, 31 december 1942) was een Belgisch advocaat en liberaal politicus.

## Leven
Petre werd in 1904 verkozen in de gemeenteraad van Sint-Joost. In 1913 werd hij schepen van openbaar onderwijs en vanaf 1926 burgemeester.
Tijdens de Eerste Wereldoorlog was hij inspecteur bij het Nationaal Hulp- en Voedingskomiteit, dat de noodlijdende Belgische bevolking bijstond. Met zijn schepen Marcel Despret maakte hij een lijst van handelaars die onrechtmatig noodhulp aan de Duitsers verkochten. Hij werd hiervoor door de bezetter vervolgd en kreeg zes weken gevangenisstraf.
In de Tweede Wereldoorlog was Petre lid van het Geheim Leger, groep La Taube. In de conferentie van burgemeesters liet hij zich gelden over de ongrondwettigheid van de anti-Joodse maatregelen. Hij werd eind 1942 door de Duitsers ontzet uit zijn ambt van burgemeester en aangehouden als gijzelaar. Op oudejaarsavond werd hij het eerste slachtoffer in een reeks 'vergeldingsmoorden' door een doodseskader binnen de DeVlag, geleid door Robert Verbelen en gerekruteerd uit de Algemeene SS-Vlaanderen. Petre kreeg in zijn woning bezoek van twee personen, die hem met zes revolverschoten doodden, waarna ze zijn vrouw opsloten. Vanuit de vrijmetselarij, waarin Petre en andere slachtoffers een hoge rang hadden (hij was Soeverein Grootcommandeur van de Opperraad en voorzitter van de loge Les Amis Philanthropes n° 2), werden de opdrachtgevers gezocht binnen Rex en de Antimaçonnieke Liga. Na de oorlog werd de antimaçonnieke Tiense arts Paul Ouwerx ervan verdacht Petres naam te hebben doorgegeven, maar hij stierf in voorhechtenis.

## Eerbetoon
Op de begraafplaats van Sint-Joost is in 1946 een monument aan Petre opgericht door openbare onderschrijving. Een deel van de Kolvenierslaan werd naar hem vernoemd en hij gaf zijn naam ook aan een gemeentelijk sportstadion op grondgebied Evere.

## Voetnoten
1. ↑  Voor de spelling "Petre", zie o.a. 100 jaar – 100 gezichten, gemeente Sint-Joost-ten-Node. In de literatuur over WOII wordt hij vaak als "Pêtre" vermeld.
2. ↑  Jacques de Launay, La Belgique à l'heure allemande, 1986, p. 349. Gearchiveerd op 14 juli 2023.
3. ↑  Jimmy Koppen, Passer en Davidster. De strijd van de Duitse bezetter en de collaboratie tegen de vermeende samenzwering van Vrijmetselaars en Joden in België (1940-1944), 2005, p. 210